# Kawgołowo (kompleks skoczni)
Kawgołowo (ros. Кавголово) − kompleks skoczni narciarskich w Rosji, w miejscowości Toksowo. Zespół skoczni składa się z obiektów: K88, K64,5, K40, K26 i K10. Dwie największe skocznie wyposażone są w igelit.
Pierwsze obiekty umożliwiające oddawanie skoków w rejonie Petersburga powstały w 1937 w miejscowości Toksowo, kiedy to zbudowano tam skocznię o normalnych rozmiarach. W 1958 powstała nowa skocznia o rozmiarze K70; w 1988 gruntownie ją przebudowano i przesunięto punkt konstrukcyjny na 88. metr. W 1995 dobudowano pozostałe obiekty. W 2001 dwie największe skocznie wyłożono igelitem.

## Skocznia K88

### Dane techniczne
- Punkt konstrukcyjny: 88 m
- Wielkość skoczni (HS): b. d.
- Oficjalny rekord skoczni: 93,5 m -  Fred Børre Lundberg (10 lutego 1990)
- Długość rozbiegu: b.d.
- Wysokość progu: 2,2 m
- Średnia prędkość na rozbiegu: 85 km/h

## Skocznia K64,5

### Dane techniczne
- Punkt konstrukcyjny: 64,5 m
- Wielkość skoczni (HS): b. d.
- Oficjalny rekord skoczni: 73 m -  Siergiej Maslennikow (26 września 2003)